# Scytalopus
Scytalopus ist eine Gattung kleiner Sperlingsvögel, die zur Familie der Bürzelstelzer zählt. Mit Ausnahme des Amazonasbeckens reicht ihr Verbreitungsgebiet von Costa Rica bis Feuerland. Sie leben in der dichten Vegetation am oder in der Nähe des Bodens und sind hauptsächlich in Bergregionen, insbesondere in den Anden, anzutreffen. Tapaculos der Gattung Scytalopus sind nur schwer zu beobachten, da sie sich mausähnlich durch das Unterholz bewegen.
Der Gattungsname wurde von John Gould im Jahre 1837 geprägt.
Die Bezeichnung kommt von altgriechisch σκυτάλη skytálē, deutsch ‚Stock, Stab‘ und altgriechisch πούς poús, deutsch ‚Fuß‘.

## Merkmale
Diese Vögel sind plump mit kurzen Schwänzen, die oft gespannt gehalten werden. Je nach Art beträgt die Gesamtlänge 10 bis 14 cm. Ihr Gefieder ist schwärzlich oder grau. Einige Arten haben braune Bäuche, Bürzel oder Flanken; oft mit einer Bänderung. Einige wenige haben weiße Oberköpfe oder Augenbrauen. Die juvenilen Vögel der meisten Arten sind brauner und haben gestreifte Flanken. Viele Arten lassen sich im Wesentlichen nicht anhand ihres Gefieders trennen, aber Gesänge und Rufe sind oft unverwechselbar und wichtig für die Artbestimmung.

## Lebensweise
Ihre Nahrung besteht hauptsächlich aus Insekten. Über die Brutgewohnheiten der meisten Arten ist wenig bekannt, aber die Eier sind in der Regel weiß und das Nest ist meist kugelförmig und wird aus Pflanzenmaterial wie Wurzelfasern und Moosen errichtet. Es wird in einem Hohlraum an Stellen wie Erdbänken oder zwischen den Wurzeln oder der Rinde von Bäumen gebaut.

## Systematik

### Äußere Systematik
Die Artgrenzen innerhalb dieser Gattung gehören zu den komplexesten Aspekten der neotropischen ornithologischen Forschung. Diese Vögel leben sehr versteckt, und eine Identifizierung anhand visueller Merkmale ist oft unmöglich. In der Regel werden vokale und biochemische Daten benötigt, um den taxonomischen Status der verschiedenen Populationen zu klären. In den letzten Jahren sind mehrere neue Arten beschrieben worden (z. B. Scytalopus stilesi und Scytalopus rodriguezi aus Kolumbien). Der taxonomische Status vieler Andenarten wurde 1997 von Niels Krabbe und Thomas Scott Schulenberg untersucht, die eine Reihe von Arten aufteilten und drei neue Arten beschrieben. Die Anzahl der bekannten Arten hat sich in einem Zeitraum von 50 Jahren verfünffacht. Während 1970 nur zehn Arten dieser Gattung anerkannt wurden, sind es im Jahr 2020 49. Darüber hinaus ist bekannt, dass es noch weitere unbeschriebene Arten gibt (z. B. könnte die südliche Population des Großfußtapaculos eine unbeschriebene Art repräsentieren). Thomas M. Donegan und Jorge E. Avendano untersuchten 2008 die kolumbianischen und venezolanischen Arten, wobei sie eine neue Unterart formell beschrieben und Einzelheiten zu drei weiteren unbeschriebenen Arten oder Unterarten, die in zukünftigen Publikationen beschrieben werden sollen, angegeben haben.

### Innere Systematik
Bis 2008 standen der Weißbrusttapaculo und der Bahia-Tapaculo ebenfalls in dieser Gattung. Da sie aber näher mit den Stirnhaubentapaculos (Merulaxis) verwandt sind, wurde für sie die neue Gattung Eleoscytalopus aufgestellt.
Folgende Arten werden unterschieden:
- Flussauentapaculo (Scytalopus iraiensis)
- Maustapaculo (Scytalopus speluncae)
- Braunschwingentapaculo (Scytalopus gonzagai)
- Felstapaculo (Scytalopus petrophilus)
- Planalto-Tapaculo (Scytalopus pachecoi)
- Brasilia-Tapaculo (Scytalopus novacapitalis)
- Weißkronentapaculo (Scytalopus bolivianus)
- Weißscheiteltapaculo (Scytalopus atratus)
- Santa-Marta-Tapaculo (Scytalopus sanctaemartae)
- Schieferrückentapaculo (Scytalopus femoralis)
- Dunkelrückentapaculo (Scytalopus micropterus)
- Nariñotapaculo (Scytalopus vicinior)
- Robbinstapaculo (Scytalopus robbinsi)
- Tatamátapaculo (Scytalopus alvarezlopezi)
- Chocótapaculo (Scytalopus chocoensis)
- Magdalenatapaculo (Scytalopus rodriguezi)
- Stilestapaculo (Scytalopus stilesi)
- Tacarcunatapaculo (Scytalopus panamensis)
- Silberbrauentapaculo (Scytalopus argentifrons)
- Caracastapaculo (Scytalopus caracae)
- Méridatapaculo (Scytalopus meridanus)
- Hellkehltapaculo (Scytalopus latebricola)
- Perijátapaculo (Scytalopus perijanus)
- Roststeißtapaculo (Scytalopus spillmanni)
- Bambustapaculo (Scytalopus parkeri)
- Trillertapaculo (Scytalopus parvirostris)
- Grautapaculo (Scytalopus acutirostris)
- Hellbauchtapaculo (Scytalopus unicolor)
- Rostbürzeltapaculo (Scytalopus griseicollis)
- Antioquiatapaculo (Scytalopus canus)
- Kordillerentapaculo (Scytalopus opacus)
- Ancashtapaculo (Scytalopus affinis)
- Neblinatapaculo (Scytalopus altirostris)
- Vilcabambatapaculo (Scytalopus urubambae)
- Diademtapaculo (Scytalopus schulenbergi)
- Punatapaculo (Scytalopus simonsi)
- Graukehltapaculo (Scytalopus zimmeri)
- Weißbrauentapaculo (Scytalopus superciliaris)
- Magellantapaculo (Scytalopus magellanicus)
- Rußtapaculo (Scytalopus fuscus)
- Schwarztapaculo (Scytalopus latrans)
- Junintapaculo (Scytalopus gettyae)
- Großfußtapaculo (Scytalopus macropus)
- Diamantinatapaculo (Scytalopus diamantinensis)
- Lojatapaculo (Scytalopus androstictus)
- Ampaytapaculo (Scytalopus whitneyi)
- Nebeltapaculo (Scytalopus frankeae)
- Weißflügeltapaculo (Scytalopus krabbei)
- Utcubambatapaculo (Scytalopus intermedius)